# Триндін Олексій Павлович
Олексі́й Па́влович Три́ндін (1980—2022) — штаб-сержант Збройних Сил України, учасник російсько-української війни.

## Життєпис
Народився 9 червня 1980 року в Узбекистані.
Військову службу проходив у 91 окремому Охтирському полку підтримки.
Приймав безпосередню участь у захисті Батьківщини в районах проведення АТО та ООС.
Загинув 02.03.2022 року в результаті ворожого обстрілу поблизу міста Кривий Ріг Дніпропетровської області.

## Нагороди та вшанування
- Орден «За мужність» III ступеня[1].
- Нагрудний знак «За військову доблесть»
- Нагрудний знак «За участь в антитерористичній операції»
- Нагрудний знак «За звитягу та вірність»